# Olympische Winterspiele 2018/Curling/Qualifikation
Die Qualifikation im Curling für die Olympischen Winterspiele 2018 erfolgte nach folgenden Kriterien:
- An jedem Turnier darf ein Heimteam aus Südkorea teilnehmen.
- An jedem Turnier dürfen sieben Teams teilnehmen, die sich über die Qualifikationspunkte bei den Weltmeisterschaften qualifiziert haben.
- An den Turnieren der Frauen und der Männer dürfen jeweils zwei Teams teilnehmen, die sich über das Qualifikationsturnier in Pilsen 2017 qualifiziert haben.

## Frauen und Männer
Für die beiden Turniere der Frauen und Männer wurden sieben der zehn Startplätze auf Basis eines Punktesystems vergeben, das die Ergebnisse der Weltmeisterschaften der Jahre 2016 und 2017 berücksichtigt. Zwei weitere Teilnehmer wurden im Zuge eines Qualifikationsturniers ermittelt, das vom 5. bis 10. Dezember 2017 in Pilsen stattfand. Teilnahmeberechtigt waren alle Nationen, die über die Weltmeisterschaften 2016 und 2017 nicht genügend Qualifikationspunkte erreicht haben oder an den Weltmeisterschaften 2014 oder 2015 teilgenommen haben oder einen dritten Platz bei der Pazifik-Asienmeisterschaft im aktuellen olympischen Zyklus erreicht haben. Bei den Frauen qualifizierten sich China und Dänemark und bei den Männern Dänemark und Italien. Den letzten Startplatz erhalten die beiden südkoreanischen Mannschaften als Gastgeber. Die Auswahlen Schottlands nehmen als Vertreter Großbritanniens an den Spielen teil.
Das Punktesystem gewichtete die Ergebnisse der vergangenen zwei Weltmeisterschaften gleich stark. Dabei erhielt der Weltmeister jeweils 14 Punkte, der unterlegene Finalist 12, der Drittplatzierte 10, der Viertplatzierte 9, der Fünftplatzierte 8, bis zum Zwölftplatzierten, der einen Punkt bekam.
| Qualifikationstabelle Frauen | Qualifikationstabelle Frauen     | Qualifikationstabelle Frauen | Qualifikationstabelle Frauen | Qualifikationstabelle Frauen |
| Platz                        | Nation                           | 2016                         | 2017                         | Gesamt                       |
| ---------------------------- | -------------------------------- | ---------------------------- | ---------------------------- | ---------------------------- |
| 1                            | Kanada                           | 9                            | 14                           | 23                           |
| 2                            | Olympische Athleten aus Russland | 10                           | 12                           | 22                           |
| 3                            | Schweiz                          | 14                           | 5                            | 19                           |
| 4                            | Vereinigtes Königreich           | 8                            | 10                           | 18                           |
| 5                            | Vereinigte Staaten               | 7                            | 8                            | 15                           |
| 6                            | Schweden                         | 4                            | 9                            | 13                           |
| 7                            | Südkorea (Gastgeber)             | 6                            | 7                            | 13                           |
| 8                            | Japan                            | 12                           | -                            | 12                           |
| 9                            | Deutschland                      | 3                            | 4                            | 7                            |
| 10                           | Tschechien                       | -                            | 6                            | 6                            |
| 11                           | Dänemark                         | 5                            | 1                            | 6                            |
| 12                           | Italien                          | 1                            | 3                            | 4                            |
| 13                           | Volksrepublik China              | -                            | 2                            | 2                            |
| 14                           | Finnland                         | 2                            | -                            | 2                            |
| 15                           | Norwegen                         | 0                            | 0                            | 0                            |
| 15                           | Lettland                         | 0                            | 0                            | 0                            |

| Qualifikationstabelle Männer | Qualifikationstabelle Männer     | Qualifikationstabelle Männer | Qualifikationstabelle Männer | Qualifikationstabelle Männer |
| Platz                        | Nation                           | 2016                         | 2017                         | Gesamt                       |
| ---------------------------- | -------------------------------- | ---------------------------- | ---------------------------- | ---------------------------- |
| 1                            | Kanada                           | 14                           | 14                           | 28                           |
| 2                            | Schweden                         | 7                            | 12                           | 19                           |
| 3                            | Vereinigte Staaten               | 10                           | 9                            | 19                           |
| 4                            | Japan                            | 9                            | 6                            | 15                           |
| 5                            | Schweiz                          | 4                            | 10                           | 14                           |
| 6                            | Vereinigtes Königreich           | 6                            | 7                            | 13                           |
| 7                            | Norwegen                         | 8                            | 5                            | 13                           |
| 8                            | Dänemark                         | 12                           | -                            | 12                           |
| 9                            | Volksrepublik China              | -                            | 8                            | 8                            |
| 10                           | Finnland                         | 5                            | -                            | 5                            |
| 11                           | Italien                          | -                            | 4                            | 4                            |
| 12                           | Deutschland                      | 1                            | 3                            | 4                            |
| 13                           | Olympische Athleten aus Russland | 3                            | 1                            | 4                            |
| 14                           | Niederlande                      | -                            | 2                            | 2                            |
| 15                           | Südkorea (Gastgeber)             | 2                            | -                            | 2                            |
| 16                           | Tschechien                       | 0                            | 0                            | 0                            |

## Mixed-Doubles
Für das Mixed-Doubles-Turnier wurde sieben der acht Startplätze nach dem o. g. Punktesystem vergeben, in das die Ergebnisse der Mixed-Doubles-Weltmeisterschaften 2016 und 2017 einflossen. Den achten Startplatz erhielt das Gastgeberland Südkorea.
| Platz | Nation                           | 2016 | 2017 | Gesamt |
| ----- | -------------------------------- | ---- | ---- | ------ |
| 1     | Volksrepublik China              | 12   | 10   | 22     |
| 2     | Kanada                           | 8    | 12   | 20     |
| 3     | Olympische Athleten aus Russland | 14   | 4    | 18     |
| 4     | Schweiz                          | 0    | 14   | 14     |
| 5     | Vereinigte Staaten               | 10   | 3    | 13     |
| 6     | Norwegen                         | 4    | 8    | 12     |
| 7     | Finnland                         | 6    | 6    | 12     |
| 8     | Vereinigtes Königreich           | 9    | 2    | 11     |
| 9     | Tschechien                       | 0    | 9    | 9      |
| 10    | Südkorea (Gastgeber)             | 0    | 7    | 7      |
| 11    | Estland                          | 7    | 0    | 7      |
| 12    | Lettland                         | 0    | 5    | 5      |
| 13    | England                          | 5    | 0    | 5      |
| 14    | Slowakei                         | 3    | 0    | 3      |
| 15    | Österreich                       | 2    | 0    | 2      |
| 16    | Italien                          | 0    | 1    | 1      |
| 17    | Irland                           | 1    | 0    | 1      |